# Puerto Lempira
Puerto Lempira è un comune dell'Honduras, capoluogo del dipartimento di Gracias a Dios.
Il comune venne istituito il 5 agosto 1957.